# エスタディオ・ウニコ・ディエゴ・アルマンド・マラドーナ
エスタディオ・ウニコ・ディエゴ・アルマンド・マラドーナ (Estadio Único Diego Armando Maradona) は、アルゼンチンのラプラタにあるスタジアム。主にサッカーやラグビーユニオンの試合に使われている。

## 概要
2003年から使用され、コパ・アメリカに向けて2011年にリニューアルオープンした。2012年のラグビーチャンピオンシップでは、アルゼンチン代表がオールブラックスと対戦した際の舞台となった。
2020年12月、前月に死去したディエゴ・マラドーナの名を取り、スタジアムの名称がエスタディオ・シウダ・デ・ラ・プラタ（Estadio Ciudad de La Plata）からエスタディオ・ウニコ・ディエゴ・アルマンド・マラドーナ（Estadio Único Diego Armando Maradona）に変更されることが発表された。
コンサート会場としてはU2やブリトニー・スピアーズ、ミューズ、ガンズ・アンド・ローゼズ、エアロスミス、パール・ジャムなどの演奏が行われた。